# اومف!
اومف! (به آلمانی: !oomph) ، یک گروه موسیقی در سبک اینداستریال متال می‌باشد که در سال ۱۹۸۹ در وولفسبورگ آلمان شکل گرفته است.این گروه از پیشتازان جنبش نویه دویچه هرته می‌باشد.

## اعضای گروه

###### اعضای فعلی
- Der Schulz (Daniel Schulz) - خواننده (از سال ۲۰۲۳ تا به حال)
- Andreas Crap-گیتار لید- کیبورد - همخوان (از سال ۱۹۸۹ تا به حال)
- Robert Flux- گیتار بیس - گیتار ریتم - همخوان (از سال ۱۹۸۹ تا به حال)

###### اعضای پیشین
- Dero Goi- خواننده - گیتار لید - درامز (از سال ۱۹۸۹ تا ۲۰۲۱)

## ترانه شناسی
آلبوم ها
- Oomph! (١٩٩٢)
- Sperm (١٩٩۴)
- Defekt (١٩٩۵)
- Wunschkind (١٩٩۶)
- Unrein (١٩٩٨)
- Plastik (١٩٩٩)
- Ego (٢٠٠١)
- Wahrheit oder Pflicht (٢٠٠۴)
- GlaubeLiebeTod (٢٠٠۶)
- Monster (٢٠٠٨)
- Truth or Dare (٢٠١٠ compilation)
- Des Wahnsinns fette Beute (٢٠١٢)
- XXV (٢٠١۵)
- Ritual (٢٠١٩)

- Richter und Henker (٢٠۲۳)